# Área protegida Cuchillo Curá
El Área Natural Protegida Cuchillo Curá se encuentra en cercanías de la localidad de Las Lajas, en el departamento Picunches en el oeste de la provincia del Neuquén, en la Patagonia argentina.

Fue creada con el objeto de proteger un particular y extenso sistema cavernario, sus condiciones biológicas especiales y las evidencias arqueológicas del entorno.

## Características generales
Fue creada en el año 2003 mediante el decreto provincial n.º 161, con el objetivo de proteger un área de 386 ha cuyas características especiales se resumen en el instrumento de creación:

[...] el sistema cavernario de Cuchillo Curá es de gran importancia para la conservación ya que es el de mayor longitud y desarrollo del país, es el único con fauna propia y presenta concreciones de gran belleza escénica; [...] en la superficie del área propuesta se encuentran yacimientos arqueológicos que incluyen antiguas pinturas rupestres y una laguna frecuentada por abundante avifauna;

Está ubicada en torno a la posición 38°36′40″S 70°23′21″O / -38.61111, -70.38917, a unos 10 km de la localidad de Las Lajas, a poca distancia de la RN40.
El sistema cavernario Cuchillo Curá es el más extenso de la Argentina ya que sus galerías alcanzan una longitud total de más de 4 km. En sucesivas exploraciones se hallaron varias especies de fauna cavernícola endémica, totalmente adaptada a las condiciones del sistema. Estas especies son extremadamente vulnerables, dado que su perfecta adaptación, por ejemplo a la completa oscuridad, las hacen incapaces de sobrevivir fuera del ambiente de las cavernas.
La carencia de plan de manejo, la fragilidad de los recursos que se preservan y los potenciales riesgos de accidentes son las causas por las que no se admiten visitantes en el sistema subterráneo.

## Geomorfología
El sistema Cuchillo Curá pertenece a una formación del jurásico superior y era parte de un acuífero formado por un curso de agua subterráneo y cuerpos lagunares superficiales. El sistema de cavernas contiene un importante conjunto de concreciones, de gran valor estético, formado por estalactitas cónicas y cilíndricas, estalagmitas, además de otras formaciones horizontales llamadas gours y acumulaciones esféricas conocidas como perlas de caverna. En algunas galerías, estalactitas y estalacmitas han llegado a unirse hasta formar columnas.
El sistema se compone de varias cavernas cuyo desarrollo incluye galerías más o menos estrechas, salas de diversas amplitudes y algunos pasajes irregulares de difícil acceso. Las formaciones más exploradas son:
- Caverna del Templo (1827 metros)
- Caverna del Gendarme (1691 metros)
- Caverna del Arenal (837 metros)
- Caverna de Los Cabritos (83 metros)

El conjunto aún no ha sido explorado en su totalidad.

## Fauna cavernícola
El sistema de cavernas de Cuchillo Curá es el hábitat de un importante número de especies endémicas, en general pequeños artrópodos altamente especializados para su supervivencia en las condiciones ambientales subterráneas. Estas adaptaciones incluyen la despigmentación, la atrofia o carencia de ojos o alas, las variaciones del exoesqueleto, etc. Estas extremas condiciones de adaptación derivan en la imposibilidad de sobrevida de estos organismos en entornos diferentes.

Hasta el año 2016, se habían identificado varios órdenes y en ellos 19 especies con estas condiciones de adaptación, número que se considera provisorio y que aumentará en posteriores exploraciones.

## Arqueología
En los alrededores de los accesos al sistema de cavernas de Cuchillo Curá se han encontrado una serie de elementos líticos entre los que se encuentran raspadores, lascas y raederas, en general de obsidiana, y elementos relacionados con la molienda de semillas. Algunos restos cerámicos encontrados en el lugar fueron datados en el 300 d. C., pero no existe ninguna evidencia que sugiera que son contemporáneos de los elementos de piedra.

La hipótesis planteada sugiere que el lugar era un sitio de asentamiento temporario de grupos humanos seminómades que se instalaban en ciertas épocas del año, posiblemente a partir de la primavera, haciendo uso de los recursos alimentarios de la región.